# Lavender Peak
Lavender Peak är en bergstopp i Kanada.   Den ligger i provinsen British Columbia, i den centrala delen av landet, 3 800 km väster om huvudstaden Ottawa. Toppen på Lavender Peak är 2 306 meter över havet.
Terrängen runt Lavender Peak är bergig åt sydost, men åt nordväst är den kuperad. Lavender Peak är den högsta punkten i trakten. Trakten runt Lavender Peak är nära nog obefolkad, med mindre än två invånare per kvadratkilometer.. Det finns inga samhällen i närheten.
Trakten runt Lavender Peak består i huvudsak av gräsmarker.